# Dorrit Hoffleit

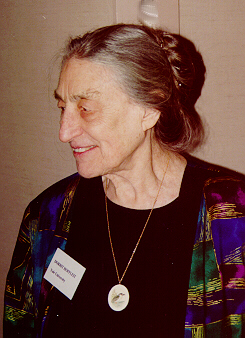
Dorrit Hoffleit

Ellen Dorrit Hoffleit (* 12. März 1907 in Florence, Alabama; † 9. April 2007 in New Haven, Connecticut) war eine US-amerikanische Astronomin.
Hoffleit war die Tochter deutscher Einwanderer. Sie wuchs in Pennsylvania auf und studierte am Radcliffe College Mathematik mit dem Bachelor-Abschluss 1928. Danach war sie Forschungsassistentin in Astronomie an der Harvard University (Harvard College Observatory), wo sie 1938 promoviert wurde. 1948 erhielt sie eine feste Anstellung als Astronomin in Harvard. 1956 wechselte sie an die Yale University, wo sie bis zu ihrem Ruhestand 1975 blieb. An der Yale University wurde sie als Autorin des Bright Star Catalogue bekannt, der Angaben zu den 9110 hellsten Sternen am Firmament enthält (Sterne, die mit bloßem Auge sichtbar sind). Sie ist auch Koautorin des General Catalogue of Trigonometric Stellar Parallaxes, der die Entfernungen (gemessen über die Parallaxe) von 8112 Sternen enthält.
Sie war 1957 bis 1978  Direktorin des Maria Mitchell Observatoriums auf Nantucket Island, wo sie in den Sommermonaten Kurse für weibliche Astronomen gab.
Mit Harlan J. Smith entdeckte sie die Helligkeitsänderungen des ersten entdeckten Quasars 3C 273. Sie schrieb eine Autobiographie (Misfortunes and blessings in disguise: the story of my life). 1988 erhielt sie den George Van Biesbroeck Prize der American Astronomical Society.
Der Asteroid (3416) Dorrit ist nach ihr benannt.

## Quelle
- John Daintith (Hrsg.) Biographical Encyclopedia of Scientists, CRC Press 2009